# کلیسای جامع ناربون
کلیسای جامع ناربون (Cathédrale Saint-Just-et-Saint-Pasteur de Narbonne) یک کلیسای کاتولیک رومی است که در شهر ناربون فرانسه واقع شده است. کلیسای جامع یک بنای تاریخی ملی است و به مقدسان یوستوس و کشیش اختصاص یافته است.
در حقیقت این محل پیش از این مقر اسقف اعظم ناربون بود تا اینکه در سال ۱۸۰۱ مقر اسقف اعظم کنکوردات با مقر اسقف اعظم کارکاسون ادغام شد. (اما این عنوان به اسقف نشین اعظم تولوز منتقل شد) تا اینکه در سال ۱۸۸۶ به یک کلیسای کوچک اعلام شد. در حال حاضر این کلیسای جامع ترکیب اسقف نشین کارکاسون و ناربون می‌باشد، همان‌طور که از سال ۲۰۰۶ بوده است.
این بنا که ساخت آن در سال ۱۲۷۲ آغاز شد، به دلیل ناتمام بودن مورد توجه قرار گرفته است.